# Mesochorus perticatus
Mesochorus perticatus är en stekelart som beskrevs av Schwenke 1999. Mesochorus perticatus ingår i släktet Mesochorus och familjen brokparasitsteklar. Inga underarter finns listade i Catalogue of Life.